# インドの医療
インドの医療（インドのいりょう）の歴史は大変古く、インド最古の聖典『ヴェーダ』にさかのぼり、アーユルヴェーダを取り入れた伝統療法を行ってきた。現在の医療体制は、インドの構成州と連邦直轄領によって運営されており、インドの憲法は各州に「国民の栄養水準と生活の水準を向上させ、公衆衛生を改善することを第一の義務として」課している。インドの議会で国民健康保険法が1983年に是認され、2002年に改正された。インドでは公立病院に並んで、もしくは公立病院以上に、私立病院が大きな役割を果たしている。調査によれば、都市部と農村部の両方の世帯で私立病院は公立病院よりも頻回利用されるようである。インドの平均寿命は男性で64歳、女性で67歳であり、幼児死亡率は4.6%である。

インドの人口ピラミッド

## 五カ年計画
インドでは、国家政策の包括的な方向性を定める5カ年計画を定めている。1951年に第一次五カ年計画が開始され、現在では第十二次五カ年計画が進行中である。第十一次五カ年計画では、1）乳児死亡率を28/1000以下に改善、2）妊産婦死亡率を1/1000以下に改善、3）合計特殊出生率を2.1%以下に引き下げ、4）2009年までに全ての国民に清潔な飲料水を提供、5）0〜3歳児の栄養失調を現在の半分程度に減少させる、6）女性・少女の貧血率を50%以下に改善、7）0〜6歳児の男女比率の改善として2011年度までに1000：935、2016年度までに1000：950へ改善する、という7つの目標がヘルスケアの部門では立てられていたがいずれも達成はできていないようである。この結果を受けて第十二次五カ年計画では新たに10の戦略が掲げられている。

## 医療の質
インドの医療は様々である。病院は主に三種類に大別され、世界でもトップレベルの医療技術と5つ星ホテルを凌ぐ質の高いサービスを提供するインドの富裕層向けの私立病院、中間層や準富裕層を対象とした私立病院、貧困層を中心に利用される公的医療機関の三種がある。最新の医療設備を備えた近代的な私立病院があり、欧米の病院で経験を積んだ優秀な医師が多数勤務しており、脳外科、心臓手術、冠状動脈バイパス手術、弁置換手術、膝代替手術、眼科治療などの分野に関して世界レベルの水準にある病院も少なくない。また、
低価格な治療費で高度な医療サービスを受けることができることや、英語が通じること、大きな手術時に問題となる待機時間もほとんどないことなどの利点から、欧米から多数の患者がインドの私立病院で治療も珍しくはない。
富裕層向けの私立病院の中でもチェンナイに位置するApollo Hospitalは250床の入院ベッドに対し医師215人、看護師300人という非常に充実したスタッフで運営されており。医療施設の管理は全て国際基準JCIに則って行われている。またデリーのMax HospitalはMRIを完備した手術室を持ち一日25件の脳外科手術を行っている他、心臓冠動脈形成術を一日10~15件、心臓冠動脈造影を一日15件行うなど非常に心臓血管系の治療や検査がよく行われており、また64例マルチスライスCTも完備している。これらの病院では、欧米に比べて10分の1から5分の1の医療費で医療を受けることができ、観光を兼ねて旅行に来る外国人をターゲットとしている。国が国策としてこうした医療を重点産業の1つとして位置づけ奨励したことも、医療技術とサービスの向上につながっている。
中間層向けの私立病院の一つに、デリーのPristine Hospitalがある。空調施設がクーラーでなく扇風機であったりするため感染対策は不十分であるが、102床ベッドの150人のスタッフを備え、整形外科や形成外科、血管外科に脳外科、一般外科、耳鼻咽喉科など幅広く各科の手術を行っており、医師の実力は十分だと思われる。看護師をはじめコメディカルのレベルがまだ低いという意見もある。
公的医療機関では私立病院と違い、薬剤費を除いた診療費が無料である。そのため常に混雑しており、病院の庭などで泊まり入院できるのを待つ患者も少なくない。実は勤務している医者にもイギリスやアメリカで研修を受けた医師が少なからずおり高度な医療も提供できるようだが、どちらかといえばインドの医療のセーフティーネットを担う役割が大きい。

## 医療問題

### 栄養失調
2005年の報告書によれば三歳以下の子どもの42%は栄養失調であり、十分な食べ物ないし十分に健康的な食べ物を食べていないためと思われる。インドでは2001年から2006年にかけて経済成長率が50％もあるにもかかわらず、子供の栄養失調の割合はわずかに1％下がっただけである。この数値は同様の経済成長をみせる他の国々と比べ少なからず遅れをとっている。女児は同年代の男児に比べ社会的地位が低いとされるため、栄養失調の危険性がかなり高い。このような偏見のある文化によって、インドの成人女性全体のうち3分の1は低体重となっている。女性に対するこうした不十分な配慮の影響はすでに、普通の子供よりも低体重や病気に弱い低体重の子供の出産という形で現れている。

### 高い幼児死亡率
インドでは1978年に世界保健機関（WHO） が進める予防接種拡大計画（Expanded Program on Immunization）が都市部を中心に開始された。その後、
1985年から全国予防接種プログラム（Universal Immunization Program）が展開され、予防接種への取組は農村部にも拡大している。その結果、完全予防接種率（full immunization、ポリオ、結核、麻疹、ジフテリア、百日咳、破傷風の6 種ワクチンを規定どおりに接種した幼児の割合）は、1992年の35.4%から2005年には43.5%に増加している。しかし、依然として幼児の半数以上が適切に予防接種を受けていない状況にあり、乳幼児死亡率の低減のためには、更なる予防接種の普及が不可欠である。HIV/AIDSについては、2006年時点の感染者は約250万人と推定されている。感染者は人口の1％未満であるが、絶対数でいえばインドは世界最大の感染者数を抱える国であり、感染拡大防止が重要な課題となっている。インド政府は、2007年から三期目となる国家AIDS管理プログラム（NACP）を実施しており、予防、介護、支援、治療を中心に感染拡大の抑制に努めている。

### 病気
デング熱や肝炎、結核、マラリア、狂犬病がなどが多いが、さまざまな対策はとっており、マラリアの場合、2015年には現在の水準から50-75％程度減少する見通しである。インドのHIV感染率は世界で第74位である。下痢は幼少期の主な死因である。

### 安全な飲料水
スラムに住む人々で安全な飲料水を手に入れられるのはほんの26%である。水源の周囲の環境の不十分な整備や地下水の汚染、飲料水へのヒ素やフッ化物の混入はインドの健康に大きな影響を及ぼしている。

## 医療保障制度

### 医療保険制度
インドの医療保険は国民皆医療保険はなく、公的な医療保険としては、1954年に創設された公務員向けの中央政府保健スキームがあり人口の約0.4%ほどが加入している。この保険は公立病院と民間病院の他に中央政府保健スキームのみの専用病院をカバーしているが、保険料は毎月15~150ルピーと高く、公務員とフォーマルセクターの従業員向けの制度である。企業の従業員向けには被用者政府保険が1948年に創設されており、2005年には従業員の家族を含め3530人が加入していた。月々の医療費には限度額があり7500ルピーである。全28州のうち22州で展開されている。
その他の人には公的なものではないが、NGOによるマイクロ・インシュアランスという貧困層への少額で短期の保険や、低所得者向け小規模金融であるマイクロ・ファイナンス、その保険版であるマイクロ・インシュアランスなどが試みられている。マイクロ・ファイナンスの一種であるマイクロ・クレジットを実施したムハマド・エヌス氏は2006年のノーベル平和賞を受賞している。

### 公的保健政策
2005年に農村などでの保健システムや保健指標の改善を念頭に、国民保険政策2002とMDGs(ミレニアム開発目標)の実現を促すべく「農村保健ミッション」が設立された。

## 医薬品
インドの法制度では医薬品の製造の特許は認められてるが、成分の特許を認めておらず、このためジェネリック医薬品が大量に生産されている。
この問題は欧米との間で争いになっており、欧米側が新しい法律を作って規制するなど対抗措置を行っているが、インド製の安いジェネリック医薬品が途絶えればアフリカなどの途上国の医療が崩壊するという深刻な問題も孕んでいる。国際連合はミレニアム開発目標において「（8-E）製薬会社と協力し、開発途上国において人々が必須の医薬品を安価に入手・利用できるようにする」とし、国際社会においての特別な配慮を求めている。